# Steraspis squamosa
Steraspis squamosa es una especie de escarabajo joya del género Steraspis, orden Coleoptera. Fue descrita por Klug en 1829.
La especie se mantiene activa entre enero y mayo, en agosto, noviembre y diciembre, siendo marzo y abril los meses donde presenta mayor actividad.

## Descripción
Mide 31-38 mm de longitud.

## Distribución
Se distribuye por Israel, Sahara, Mauritania, Argelia, Marruecos, Siria, Egipto y Namibia.